# Рахманово (Павлово-Посадский городской округ)
Рахма́ново — село в Московской области России. Входит в Павлово-Посадский городской округ.
Население — 2577 чел. (2010). В селе расположен храм Екатерины Великомученицы.

## География
Село Рахманово расположено в центральной части городского округа, примерно в 1,5 км к юго-западу от города Павловский Посад. Высота над уровнем моря 136 м. По южной окраине села протекает река Вохонка. В селе 2 улицы — Дачная и Механизаторов, приписано 1 СНТ и 2 ГСК. Ближайший населённый пункт — деревня Фомино.

## Название
Название связано с некалендарным личным именем Рахман.

## История
Деревня Рахманово при речке Вохонке упоминается с 1646 года в переписи земель Троице-Сергиевой Лавры в составе Вохонской волости. 
В 1926 году село являлось центром Рахмановского сельсовета Павлово-Посадской волости Богородского уезда Московской губернии, имелась семилетняя школа, больница и клуб.
С 1929 года — населённый пункт в составе Павлово-Посадского района Орехово-Зуевского округа Московской области, с 1930-го, в связи с упразднением округа, — в составе Павлово-Посадского района Московской области.
До муниципальной реформы 2006 года Рахманово входило в состав Рахмановского сельского округа Павлово-Посадского района.
С 2004 до 2017 гг. село было административным центром упразднённого Рахмановского сельского поселения Павлово-Посадского муниципального района, в административном здании которого теперь располагается Рахмановский территориальный отдел администрации Павлово-Посадского городского округу. 

## Население
| 1926 | 2002  | 2006  | 2010  |
| ---- | ----- | ----- | ----- |
| 866  | ↗2746 | ↗2762 | ↘2577 |

В 1926 году в селе проживало 866 человек (402 мужчины, 464 женщины), насчитывалось 180 хозяйств, из которых 172 было крестьянских. По переписи 2002 года — 2746 человек (1230 мужчин, 1516 женщин).

## Инфраструктура
Село славилось фабрикой парчёвых тканей, основанная в 1860 году (по другим данным — в 1864 году) Иваном Прохоровичем Заглодиным.
Действует Рахмановская средняя общеобразовательная школа имени Е. Ф. Кошенкова; дом культуры.

## Транспорт
Доступно село со стороны Носовихинского шоссе.

## Галерея

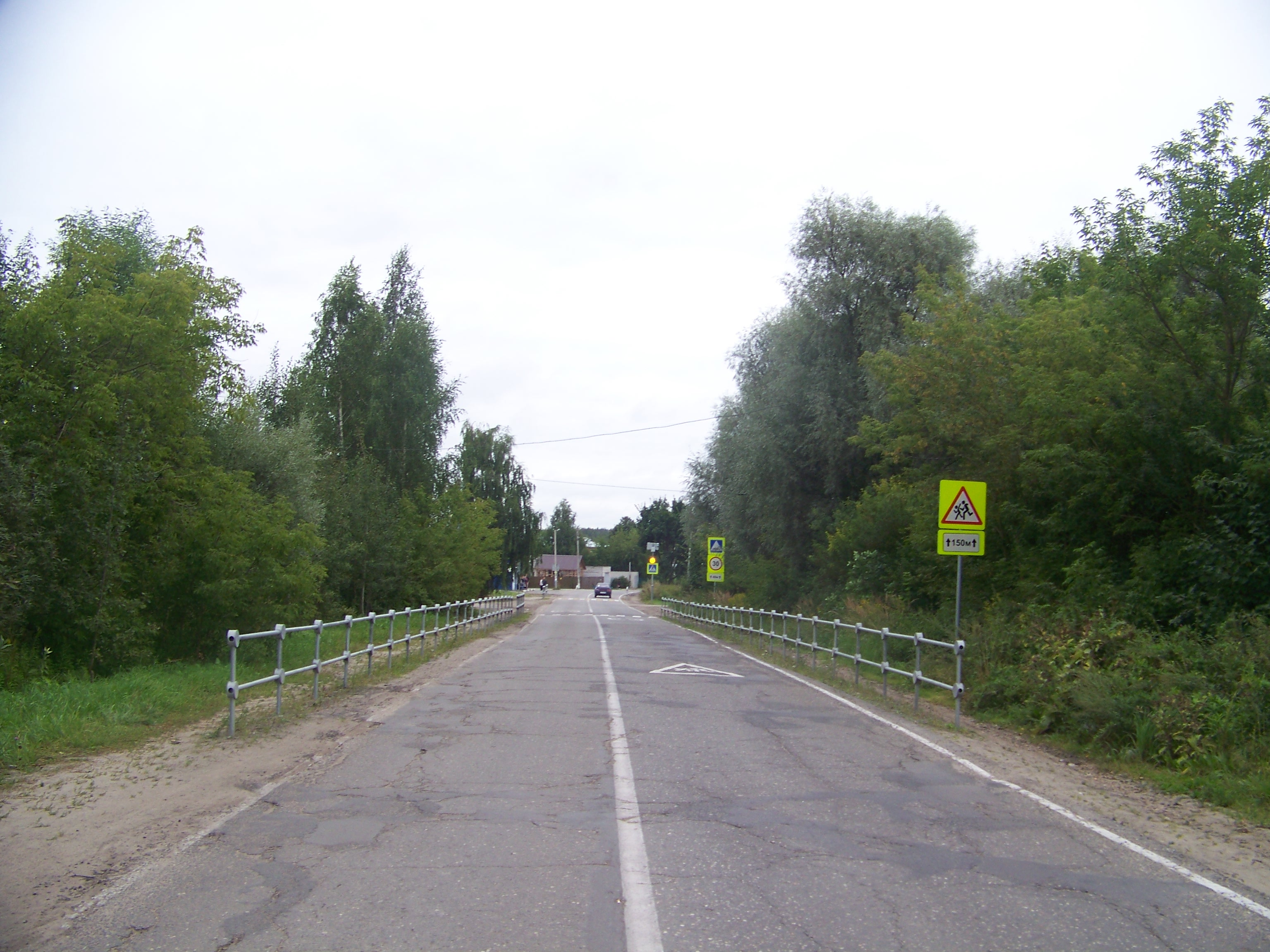
Въезд в село со стороны Носовихинского шоссе
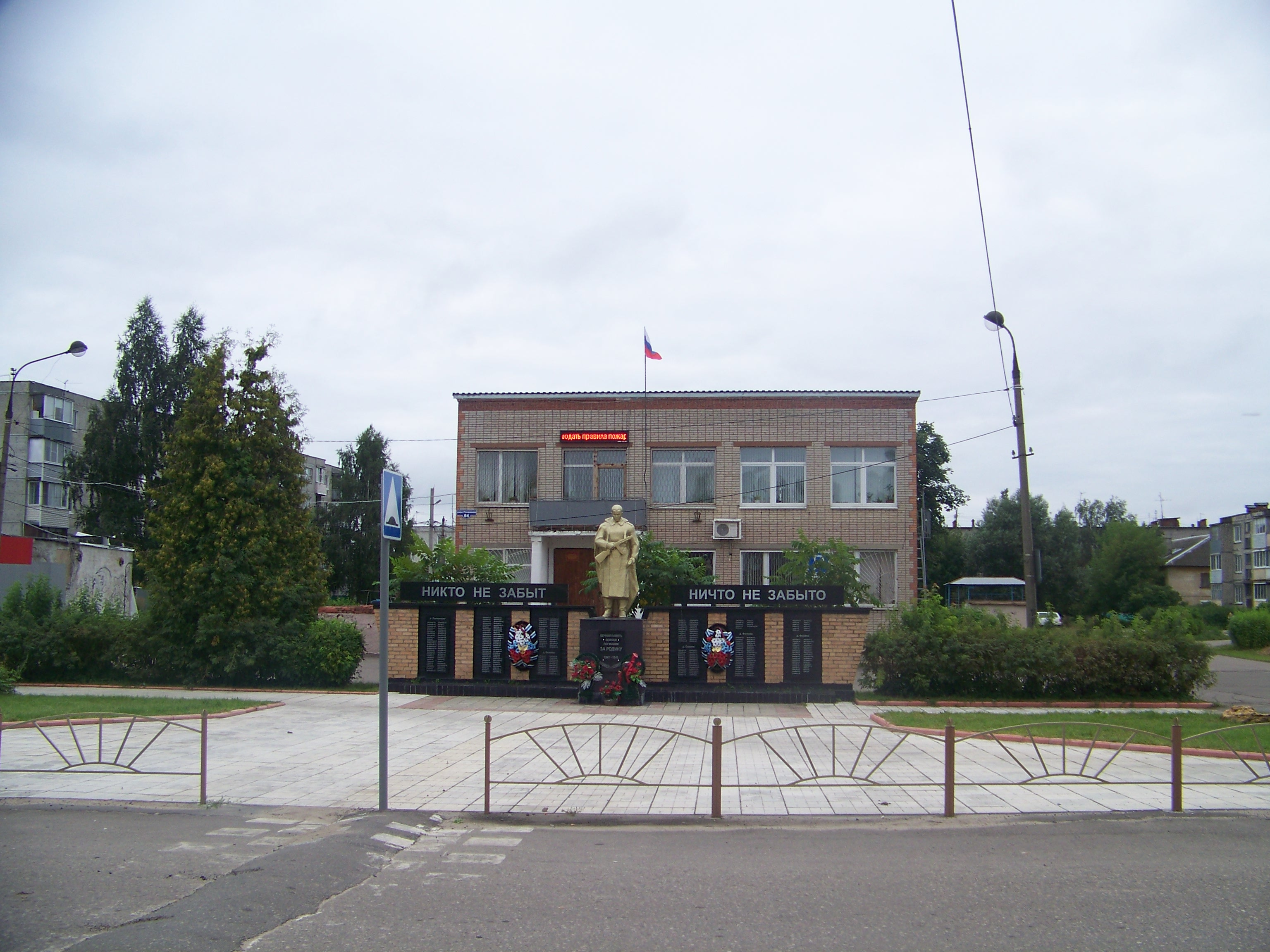
Мемориал погибшим воинам Великой Отечественной
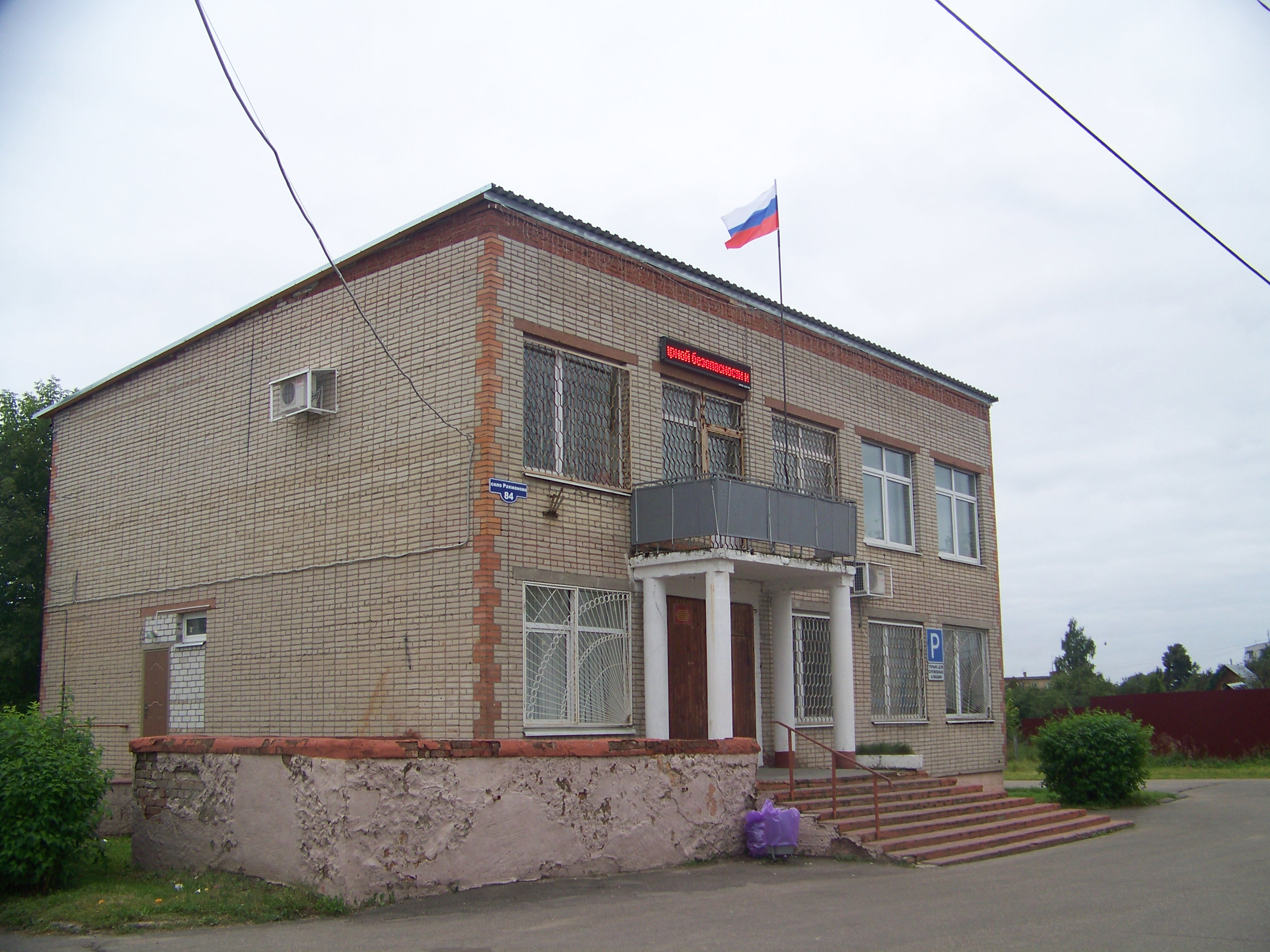
Рахмановский территориальный отдел терр. управления адм. г. о. Павловский Посад
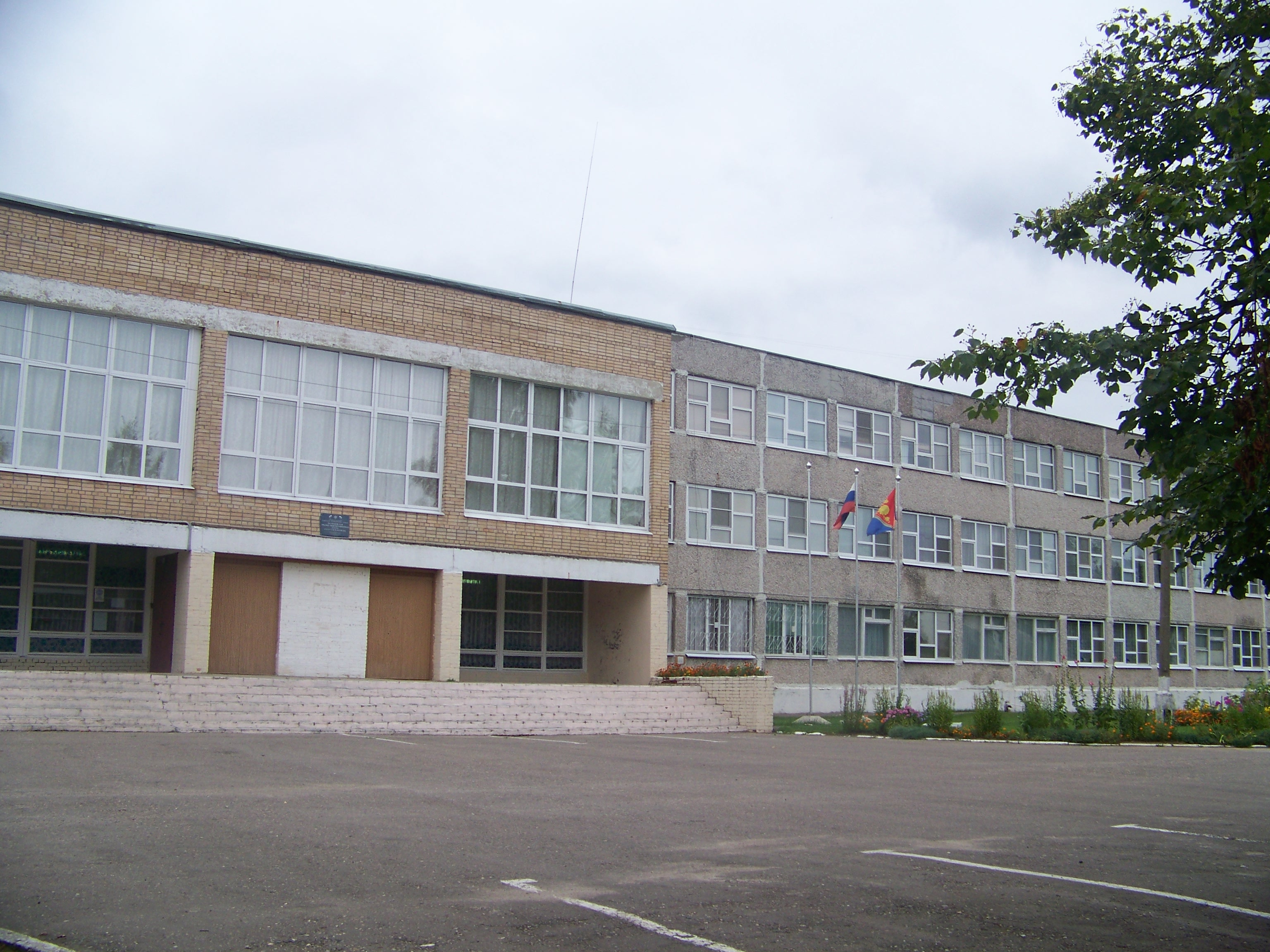
Школа №17 в селе Рахманово
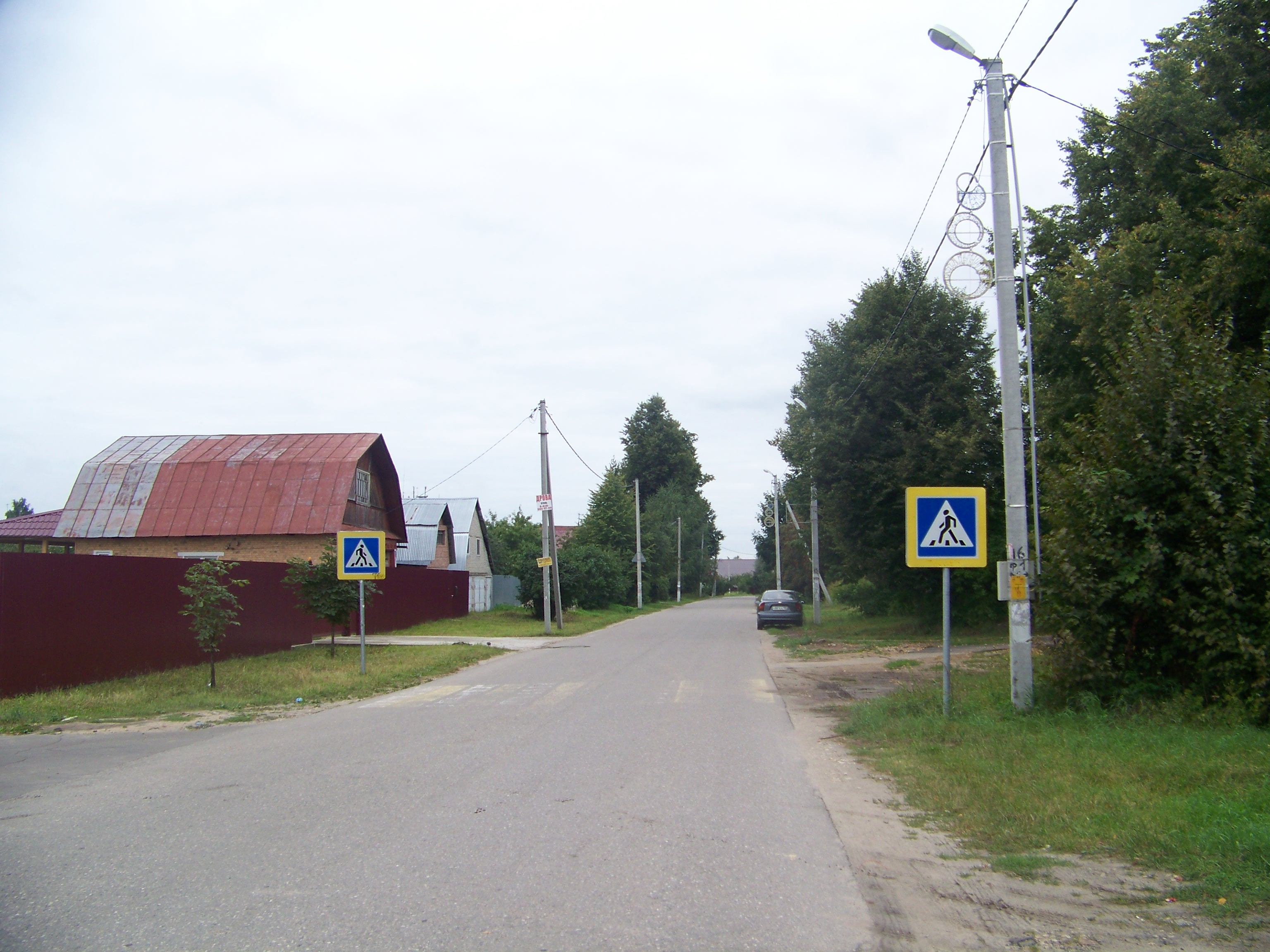
Улица в селе Рахманово
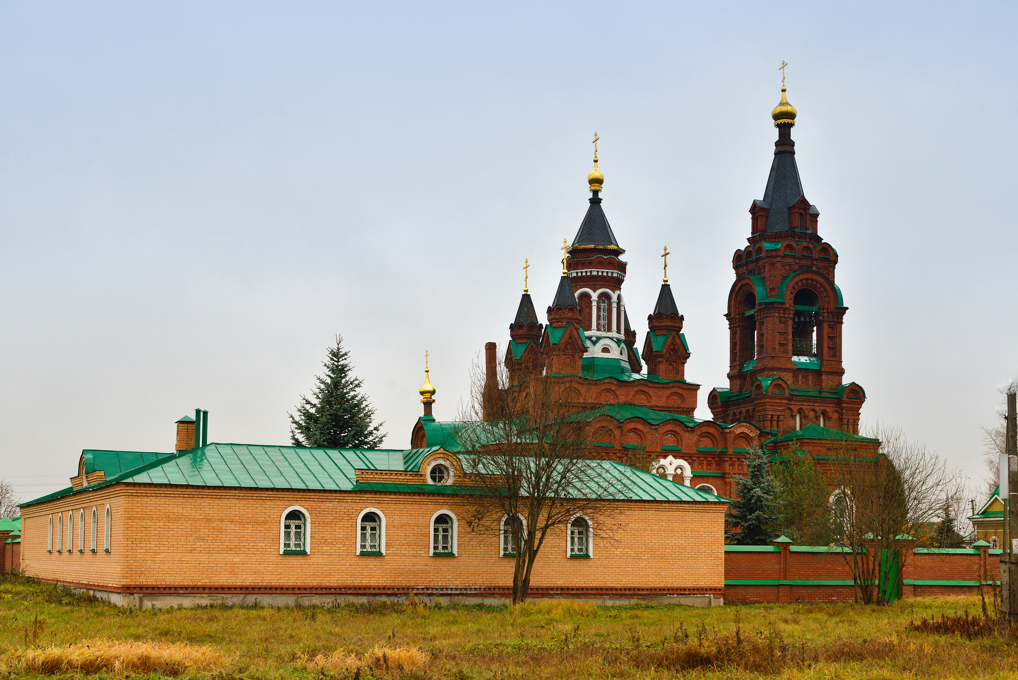
Церковь великомученицы Екатерины, село Рахманово